# Projekt 885 Jasen
Projekt 885 Jasen (ryska: Ясень, askträd) är en rysk klass med kryssningsrobotbestyckade atomubåtar. Den utgör tillsammans med Borej-klassen Rysslands modernaste och mest slagkraftiga ubåtar.

## Historia
Den första ubåten Severodvinsk började byggas 21 december 1993 och sjösättningen var planerad att ske 1995. Budgetproblem försenade bygget och arbetet upphörde helt 1999 för att återupptas 2003. Byggandet av Borej-klassen hade dock fortfarande prioritet, så det dröjde till 15 juni 2010 innan Severodvinsk sjösattes. Konstruktionen hade då redan börjat bli gammal, så när nästa ubåt i klassen, Kazan, började byggas 24 juli 2009 hade många detaljer bytts ut och moderniserats. På grund av detta betraktas alla ubåtar utom Severodvinsk ibland som underklassen ”Projekt 885M”. Mellan åren 2013 och 2016 påbörjades en ny ubåt av Jasen-klass varje år. År 2021 var två ubåtar i klassen i bruk.

### Kostnad
Severodvinsk kostade ungefär 50 miljarder rubel att bygga. Den andra ubåten Kazan beräknas kosta runt 110 miljarder rubel vilket skulle göra den till världens näst dyraste ubåt, endast överträffade av de franska ubåtarna i Triomphant-klassen och på ungefär samma nivå som USS Jimmy Carter.

## Konstruktion
Precis som ubåtarna i Projekt 949A Antej är Jasen-klassens huvudvapen kryssningsrobotar. Jasen-klassen är något mindre än Antej-klassen, dels för att kryssningsrobotarna är mindre än de massiva P-700 Granit, dels för att den bara har åtta robottuber mot Antej-klassens tjugofyra. Robottuberna kan dock laddas om i u-läge vilket gör att samma antal robotar ändå kan medföras.
Det har förekommit spekulationer om att Jasen-klassen skulle vara utrustad med en fjärde generationens reaktor, men det mesta tyder på att den har en moderniserad variant av samma OK-650 tryckvattenreaktor som i Barrakuda-, Akula- och Borej-klassen.

## Fartyg i klassen
| Namn               | Kölsträckt         | Sjösatt      | Tagen i tjänst   |
| ------------------ | ------------------ | ------------ | ---------------- |
| K-560 Severodvinsk | 21 december 1993   | 15 juni 2010 | 30 december 2013 |
| K-561 Kazan        | 24 juli 2009       | 2016         | maj 2021         |
| K-573 Novosibirsk  | 26 juli 2013       | 31 mars 2017 |                  |
| K-571 Krasnojarsk  | 27 juli 2014       | 30 juli 2021 |                  |
| K-564 Archangelsk  | 19 mars 2015       | 29 nov 2023  |                  |
| K-??? Perm         | beräknat juli 2016 |              |                  |